# Bajkó Mátyás
Bajkó Mátyás (Ditró, 1925. március 1. – Debrecen, 1999. szeptember 22.) neveléstörténész, címzetes egyetemi tanár. Az Erdélyi Tükör főszerkesztője. A neveléstudományok kandidátusa (1972), a neveléstudományok doktora (1991).

## Életpályája
Gyermekkorát Ditrón, Csíkszeredán és Csíksomlyón töltötte. 1941–1945 között a Csíkszereda-Csíksomlyó tanítóképző líceum diákja volt. 1945–1946 között Ditrón tanított. 1946-ban kiegészítő érettségi vizsgát tett. 1946–1947 között a kolozsvári egyetemen tanult. 1947-ben szállásföldi tanyai iskolákban volt tanító. 1947–1952 között a Kossuth Lajos Tudományegyetem Bölcsészettudományi Karának magyar-történelem szakos hallgatója volt. 1950-ben demonstrátor volt a pedagógiai intézetben. 1953–1954 között a Kossuth Lajos Tudományegyetem Bölcsészettudományi Kar Pedagógia Tanszékén volt gyakornok. 1958-ban doktorált. Jausz Béla professzor tanársegédje (1954–1959), Kelemen László adjunktusa (1959–1974) volt. 1974–1992 között egyetemi docens volt Petrikás Árpád mellett. 1989-től a Pedagógiai Intézet igazgató-helyetteseként is dolgozott. 1992–1999 között egyetemi tanárként dolgozott.
1957–1965 között a Magyar Tudományos Akadémia Neveléstörténeti Albizottságának tagja volt. 1976-ban a Magyar Comenius Társaság tagja lett. 1977-től a Magyar Pedagógiai Társaság Neveléstörténeti Szakosztályának társelnöke volt. 1989-től a Debreceni Erdélyi Kulturális Kör elnöke volt. 1989–1993 között az Erdélyi Szövetség társelnöke, 1993–1999 között alelnöke volt.
Kolozsváron és Debrecenben is kapcsolatba került a népi kollégiumi mozgalommal. Publicisztikai munkásságát az Alföld című folyóiratnál kezdte. Több tanulmánya és cikke jelent meg itthon és külföldön is, több tanulmánykötetet szerkesztett. Kutatási területe a magyar kollégiumok művelődési anyagának összehasonlító története a 18–19. században.

## Családja
Szülei: Bajkó Bálint földműves és Kiss Amália voltak. 1950-ben házasságot kötött Pájer Ágotával. Egy lányuk született: Magdolna (1951).

## Művei
- Gyermekek a meséről (Alföld, 1954)
- Székely gyermekmesék nyomában (Igazság, 1956)
- Adalékok Beregszászi Pál Rajz Oskolájának történetéhez. – Kerekes Ferenc felsőoktatási szisztémája. (Acta Debreceniensis, 1957)
- Benedek Elek tanügyi publicisztikája. Részben egyetemi doktori értekezés is. (Pedagógiai Szemle, 1958)
- Budai Ézsaiás (Magyar Pedagógia, 1966)
- Nemzeti nevelésügyünk a reformkorban (Debrecen, 1969)
- A főbb iskolakollégiumok belső életének fejlődése a reformkorban (Debrecen, 1972)
- Egyetemes és magyar neveléstörténet (Vaskó Lászlóval; Budapest, 1973; 5. kiadás: 1986)
- Hajdúszoboszló művelődéstörténete (Hajdúszoboszló története. Szerkesztette: Dankó Imre; Hajdúszoboszló, 1975)
- Kollégiumi iskolakultúránk a felvilágosodás idején és a reformkorban (Budapest, 1976)
- Az iskolatörténeti kutatások módszertani kérdései (Bevezetés a neveléstörténeti kutatómunkába (Szerkesztette: Ködöböcz József; Budapest, 1976)
- Összehasonlító pedagógia. 1–2. (Budapest, 1976–1978; 2. kiadás: 1986)
- The Development of Hungarian Formal Education in the Eighteenth Century (1977)
- Az első Ratio Educationis és a korabeli magyar iskolakultúra (Kétszáz éves az I. Ratio Educationis; Nyíregyháza, 1979)
- A pozsonyi líceum reformkori történetéhez (Budapest, 1980)
- Vázlatok és tapasztalatok a pedagógiaoktatás és a Neveléstudományi Tanszék történetéből. 1825–1980 (Vaskó Lászlóval, Petrikás Árpáddal; Acta Paedagogica Debrecina. 81. Debrecen, 1981)
- Egyházszervezet és iskolarendszer (Debrecen története. 2. 1693–1849. Szerkesztette: Rácz István. Debrecen, 1981)
- Kollégium- és intézménytörténeti értekezések (Vaskó Lászlóval; Acta Paedagogica Debrecina. 86. Debrecen, 1983)
- A debreceni kollégium tanulmányi anyaga és a hajdúvárosok partikuláris iskolái 1770 és 1807 között (A Ráday Gyűjtemény Évkönyve. 1984/85. Szerkesztette: Benda Kálmán. Budapest, 1986)
- A magyar nevelés története (társszerző, 1988)
- A nevelésügy a reformkorban (Orosz Lajossal; A magyar nevelés története. Főszerkesztő: Horváth Márton. Budapest, 1988)
- Kálvin és a református iskolakultúra (1986)
- A magyarországi és az erdélyi kollégiumok 1777 és 1848 között (1992)
- A nemzeti műveltség jelentkezésének és kibontakozásának kora. (A debreceni református kollégium története. Szerkesztette: Kocsis Elemér; Budapest, 1989)
- Jausz Béla törekvései a tanárképzésben (Tanárképzésünk egykor és ma. Szerkesztette: Orosz Gábor. Debrecen, 1996)
- Bethlen Gábor gyulafehérvári akadémiája
- Az erdélyi kollégiumi iskolakultúra jelentkezése és kibontakozása

### Szerkesztései
- Három arany alma. Népmesék. Szerkesztette: Béres Andrással. (Debrecen, 1955; 2. kiadás: Debrecen, 1956)
- Intézményeink múltjából (Debrecen, 1974)
- Jausz Béla-emlékkötet (Debrecen, 1976)
- Alkotó iskola – alkotó pedagógus (Debreceni pedagógiai füzetek. 3. Debrecen, 1982)

## Díjai
- Szent László-emlékérem (1998)